# 금정산터널
금정산터널(金井山터널, 영어: Geumjeongsan Tunnel)은 부산광역시 북구 금곡동에서 부산광역시 금정구 노포동을 연결하는 길이 7.1km의 부산외곽순환고속도로의 쌍굴 터널으로 금정산을 관통한다. 국내에서 5번째로 긴 터널이다. 주행 안전을 위해 경관 조명 특화, 돌출 차선 및 노면 요철 포장, 특수 안전 시설 적용 중간을 적용했다. 중간에 양산시 동면 금산리를 지나서 금정구 노포동까지 이어진다.

## 같이 보기
- 부산외곽순환고속도로
- 금정터널
- 산성터널